# Cónclave de 1294
El cónclave papal celebrado a fines de diciembre de 1294 fue convocado después de la abdicación del papa Celestino V en Nápoles. Fue el primer cónclave que se hacía luego de que Celestino restaurara la constitución Ubi periculum de Gregorio X, la que había sido suspendida por Adriano V en julio de 1276. A partir de ese momento cada elección papal ha sido llevada a cabo en un cónclave. 

## La abdicación de Celestino V

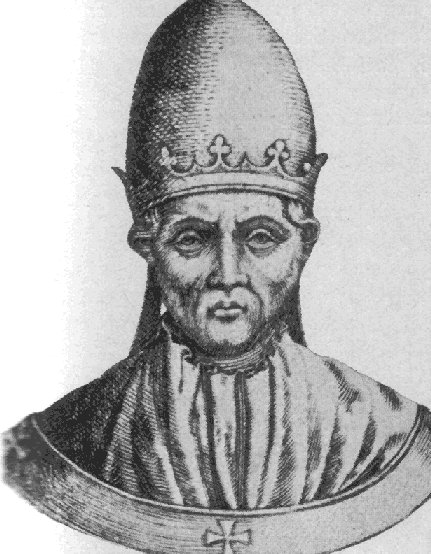
Celestino V

Celestino V, fundador de la Orden de los Celestinos, muy apreciado y venerado por su santidad, fue elegido para el papado el 7 de julio de 1294, como una opción de compromiso después de más de dos años de sede vacante. Pronto se hizo claro que este santo eremita era totalmente incompetente e inadecuado para un trabajo de tanto peso como el de papa. Admitiendo su propia incompetencia poco después de su elección, Celestino expresó su deseo de abdicar y regresar a su cueva solitaria en las montañas de los Abruzzos. Sin embargo, antes de hacerlo, publicó dos bulas:
- La primera bula estableció las normas relativas a la abdicación de un papa.
- La segunda bula (Quia in futurum, 28 de septiembre de 1294) restauró la constitución Ubi periculum, que establecía el cónclave papal, la que había sido suspendida por Adriano V. Durante su corto papado, también creó 13 nuevos cardenales. Finalmente, el 13 de diciembre de 1294, Celestino V renunció al papado en Nápoles, tres días después de confirmar la restauración de la institución del cónclave papal.

## Elección de Bonifacio VIII
El 23 de diciembre de 1294, los cardenales se reunieron en el Castel Nuovo de Nápoles para la elección del sucesor de Celestino V. En la primera votación de la tarde de ese día, el cardenal Matteo Orsini Rosso fue elegido, pero se negó a aceptar la dignidad papal. Al día siguiente, víspera de Navidad, el cardenal Benedetto Caetani, arcipreste del Colegio cardenalicio, recibió la mayoría necesaria y tomó el nombre de Bonifacio VIII. Poco después de su elección, regresó a Roma, donde el 23 de enero de 1295, fue consagrado al episcopado por el Cardenal-Decano Hugh Aycelin de Ostia, y coronado por Matteo Orsini Rosso.

## Cardenales electores
| Cardenal                          | Origen    | Titulus                               | Creado            |
| --------------------------------- | --------- | ------------------------------------- | ----------------- |
| Hugh Aycelin, O.P.                | Auvernia  | Obispo de Ostia y Velletri            | 1288, Nicolás IV  |
| Gerardo Bianchi                   | Parma     | Obispo de Sabina                      | 1278, Nicolás III |
| Giovanni Boccamazza               | Roma      | Obispo de Frascati                    | 1285, Honorio IV  |
| Matteo d'Acquasparta, O.F.M.      | Umbría    | Obispo de Porto-Santa Rufina          | 1288, Nicolás IV  |
| Simon de Beaulieu                 | Brie      | Obispo de Palestrina                  | 1294, Celestino V |
| Bérard de Got                     | Aquitania | Obispo de Albano                      | 1294, Celestino V |
| Benedetto Caetani                 | Lacio     | Presbítero de SS. Silvestro y Martino | 1278, Nicolás III |
| Pietro Peregrosso                 | Milán     | Presbítero de S. Marco                | 1288, Nicolás IV  |
| Tommaso d'Ocra, O.Cel.            | Abruzzi   | Presbítero de S. Cecilia              | 1294, Celestino V |
| Jean Lemoine                      | Picardía  | Presbítero de SS. Marcellino e Pietro | 1294, Celestino V |
| Pietro d'Aquila, O.S.B.Cas.       | Abruzzi   | Presbítero de S. Cruz de Jerusalén    | 1294, Celestino V |
| Guillaume Ferrières               | Provenza  | Presbítero de S. Clemente             | 1294, Celestino V |
| Nicolas l'Aide                    | Normandía | Presbítero de S. Marcello             | 1294, Celestino V |
| Robert de Pontigny, O.Cist.       | Francia   | Presbítero de S. Pudenziana           | 1294, Celestino V |
| Simon de Armentières, O.S.B.Clun. | Francia   | Presbítero de S. Balbina              | 1294, Celestino V |
| Giovanni Castrocoeli, O.S.B.Cas.  | Lacio     | Presbítero de S. Vitale               | 1294, Celestino V |
| Matteo Rosso Orsini               | Roma      | Diácono de S. Maria in Portico        | 1262, Urbano IV   |
| Giacomo Colonna                   | Roma      | Diácono de S. Maria in Via Lata       | 1278, Nicolás III |
| Napoleone Orsini Frangipani       | Roma      | Diácono de S. Adriano                 | 1288, Nicolás IV  |
| Pietro Colonna                    | Roma      | Diácono de S. Eustaquio               | 1288, Nicolás IV  |
| Landolfo Brancaccio               | Nápoles   | Diácono de S. Angelo in Pescheria     | 1294, Celestino V |
| Guglielmo de Longhi               | Lombardía | Diácono de S. Nicola in Carcere       | 1294, Celestino V |